# دفترچه راهنمای مادر بد
دفترچه راهنمای مادر بد (به انگلیسی: The Bad Mother's Handbook) فیلمی تلویزیونی محصول سال ۲۰۰۷ و به کارگردانی رابین شپارد است. در این فیلم بازیگرانی همچون کاترین تیت، ان رید، هالیدی گرینجر و رابرت پتینسون ایفای نقش کرده‌اند.